# Punta Nazar
Punta Nazar (in Argentinien Punta Ejército von spanisch ejército ‚Armee‘) ist eine Landspitze an der Fallières-Küste des Grahamlands auf der Antarktischen Halbinsel. Sie liegt als Ausläufer des Red Rock Ridge am nordwestlichen Ende der Gabriel-Halbinsel und begrenzt südlich die Einfahrt zum Neny-Fjord. Der Landspitze vorgelagert liegt Gremlin Island.
Chilenische Wissenschaftler benannten sie nach Salvador Nazar, einem Teilnehmer der 5. Chilenischen Antarktisexpedition (1950–1951) zur Wiedererrichtung der Bernardo-O’Higgins-Station.